# بورا بورا
بورا بورا (به فرانسوی: Bora-Bora) 
(به تاهیتیایی: Pora Pora) یک گروه جزیره در جزایر بادپناه در جنوب اقیانوس آرام است. جزایر بادپناه، بخش غربی مجمع الجزایر انجمن در پلی‌نزی فرانسه را تشکیل می‌دهد که یک مجموعه فرادریایی از جمهوری فرانسه در اقیانوس آرام است. مساحت کل اراضی بورا بورا ۳۰٫۵۵ کیلومتر مربع (۱۲ مایل مربع) است. جزیره اصلی که در ۲۳۰ کیلومتری (۱۲۵ مایل دریایی) شمال غربی پاپِه ته قرار دارد، توسط یک کولاب (لاگون) و صخره‌های مرجانی احاطه شده است. در مرکز جزیره اصلی، بقایای یک آتشفشان خاموش وجود دارد که دو قله، پاهیا و اوتِمانو، بروی آن قرار دارد. قله اوتِمانو با ارتفاع ۷۲۷ متر (۲٬۳۸۵ فوت)، بالاترین ارتفاع را در این جزیره دارد. بورا بورا بخشی از کُمون بورا بورا است که شامل جزیره مرجانی توپای نیز می‌شود. زبان‌های اصلی بورا بورا تاهیتیایی و فرانسوی هستند. با این حال، به دلیل دیدار گردشگران پرشمار از بورا بورا، بسیاری از اهالی آن زبان انگلیسی را نیز فراگرفته اند.

## تاریخ
جیمز کوک در سال ۱۷۷۷ بر روی آن پیاده شد.

## نگارخانه

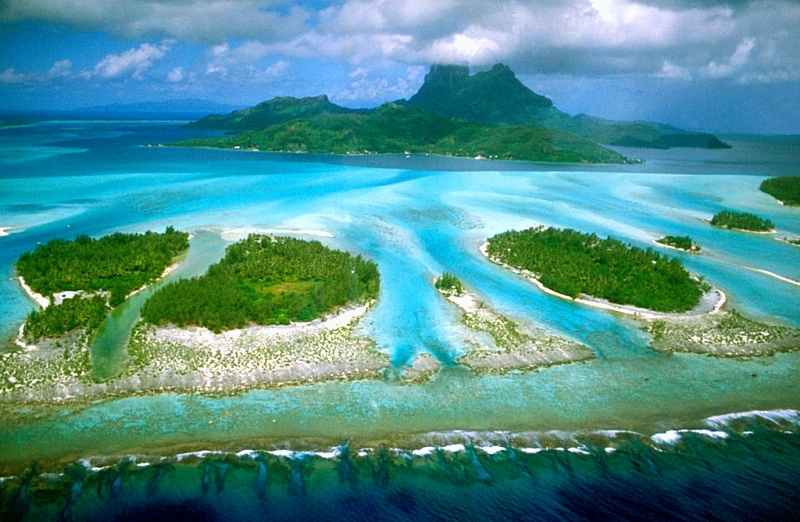
چشم انداز هوایی بورا بورا
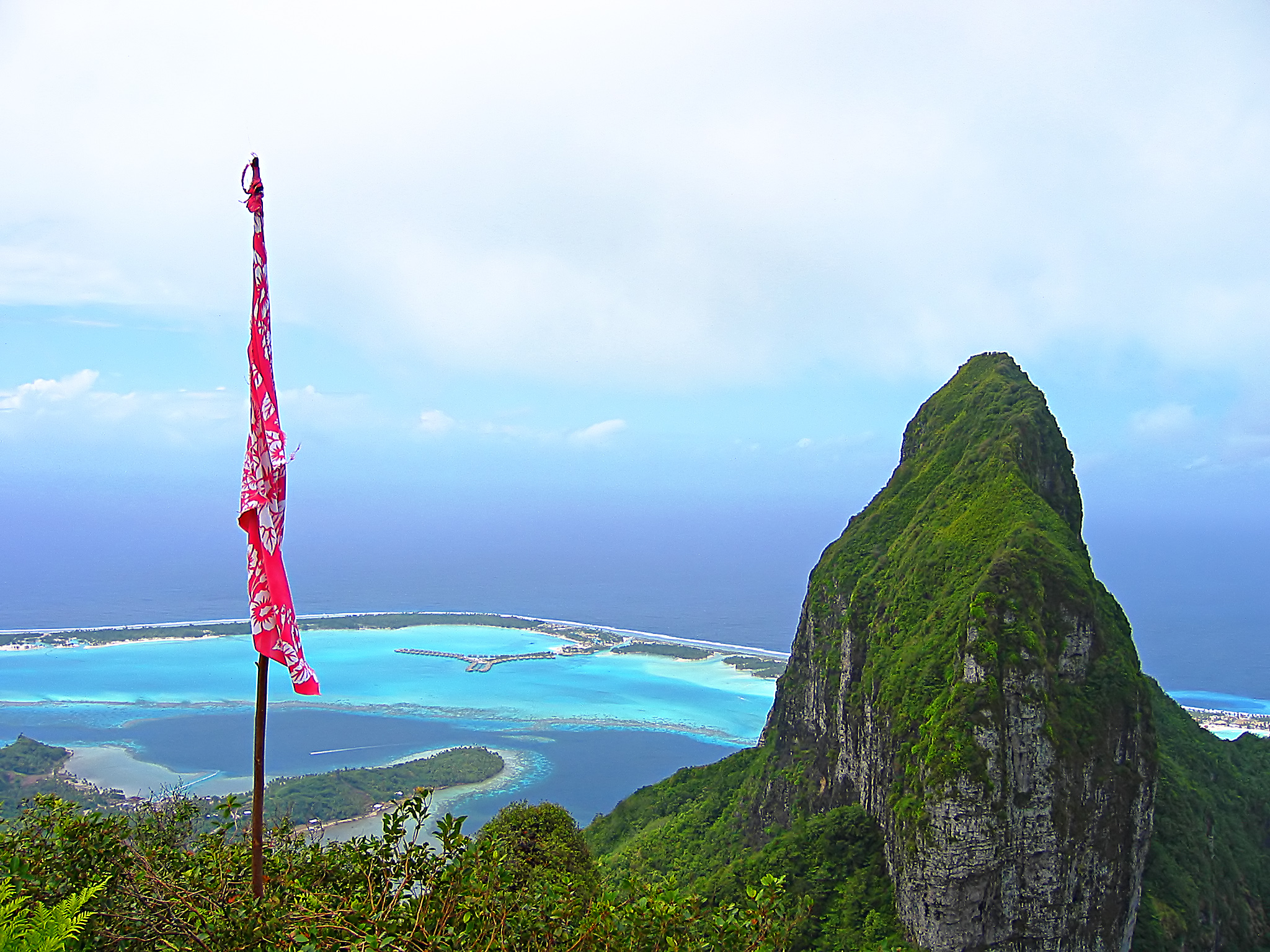
کوه اوتمانو در بورا بورا
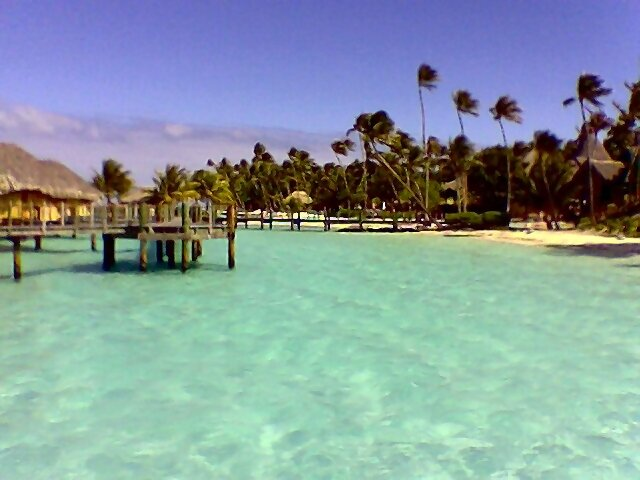
استراحتگاه ساحل مروارید بورا بورا
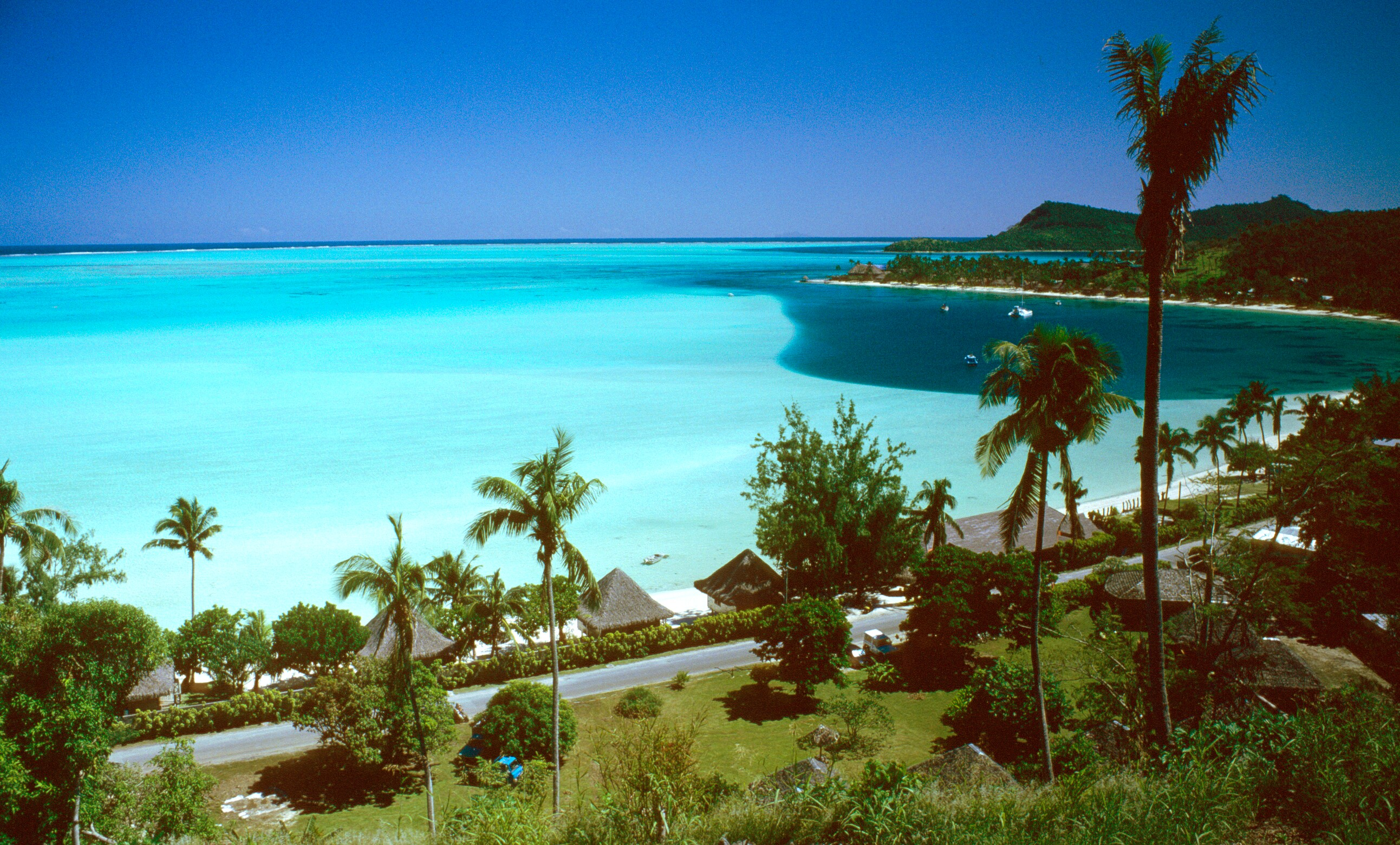
دریا کنار ماتیرا و تالاب، بورا بورا
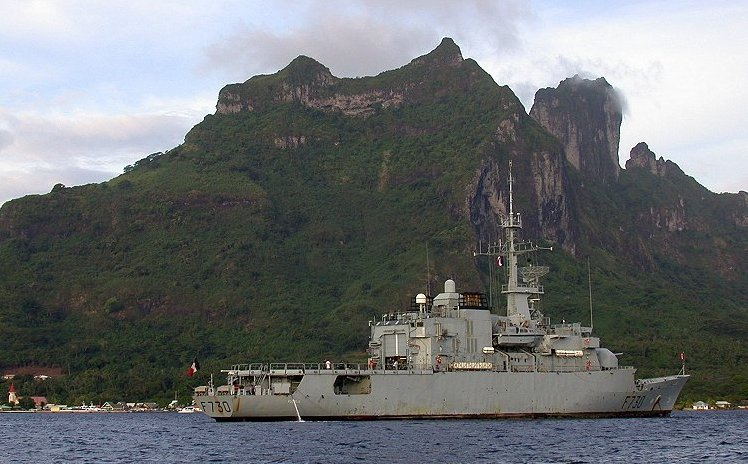
ناو جنگی فرانسه به نام فلورآل در تالاب بورا بورا پهلو گرفته است